# 福岡県立須恵高等学校
福岡県立須恵高等学校（ふくおかけんりつすえこうとうがっこう）は、福岡県糟屋郡須恵町大字旅石に所在する公立高等学校。
1983年（昭和58年）に設立・開校し、同年度から学校教育を開始した。

## 学科
全日制普通科。2年次より文系コース、理系コース、医療看護コースに分かれ、３年次からは国公立文系コース、私立文系コース、国公立理系コース、私立理系コース、医療看護コースに分かれる。

## 沿革
- 1983年（昭和58年）
  - 1月1日-福岡県立須恵高等学校が設立される。
  - 4月5日-開校式・第1回入学式を行う。
  - 5月9日-仮設セミナーハウス学級合宿が始まる。

- 1985年（昭和60年）
  - 3月28日-セミナーハウス竣工。

- 1986年（昭和61年）
  - 3月26日-教育科学論文｢セミナーハウスを利用した学級合宿｣福岡県教育委員会より表彰を受ける。

- 1989年（平成元年）
  - 3月27日-教育科学論文｢普通科におけるコンピュータの利用｣福岡県教育委員会より表彰を受ける。
  - 5月6日-文部省より｢平成元・2年度学校におけるコンピュータ利用等に関する研究指定校｣の指定を受ける。

- 1990年（平成2年）
  - 12月7日-文部省指定｢平成元年・2年度学校におけるコンピュータ利用等に関する研究発表会｣を開催。

- 1991年（平成3年）
  - 3月5日-校訓碑、五省碑建立する。(第6期生より寄贈)

- 1992年（平成4年）
  - 11月7日-創立10周年記念式典を行う。

- 1993年（平成5年）
  - 1月26日-セミナーハウス2階同窓会資料室増築(同窓会より寄贈)
  - 5月6日-文部省より｢平成5・6・7年度武道推進研究指定校｣の指定を受ける。

- 1995年（平成7年）
  - 11月9日-文部省｢平成5・6・7年度武道推進研究指定校｣の研究発表大会を開催する。

- 1997年（平成9年）
  - 3月17日-多目的アリーナ並びに食堂竣工り

- 2002年（平成14年）
  - 10月31日-創立20周年記念式典を行う。

- 2004年（平成16年）
  - 3月31日-教室棟に空調設備を設置する。

- 2012年（平成24年）
  - 11月2日-創立30周年記念式典を行う。
- 2020年（令和2年）
  - 4月1日-新制服採用（38期新入生より）

## 校訓・五省

### 校訓
- 進取 従来の方法にこだわらず、自ら進んで新しいことに取り組んでいくこと。
- 敬愛 お互いの人格を尊重し、節度を持って親しみ合うこと。友情を育むこと。
- 鍛錬 心身ともに逞しい人間になるため、あらゆる機会をとらえ、自らに厳しい姿勢を持つこと。

### 五省
一、自ら進んで学びます
一、行動に責任を持ちます
一、友達と助け合います
一、先にあいさつをします
一、強い身体をつくります

## 通学区域
福岡県第四学区（旧第五学区）。
- 福岡市のうち、以下の区域
  - 東区
  - 博多区のうち、博多・千代・吉塚・席田（むしろだ）中学校の4校区（第5学区の席田中のみ学区外だが本校通学区に含まれる。）
- 宗像市
- 福津市
- 糟屋郡のすべての町
- 古賀市

## 通学手段など
生徒の主な通学手段
- 鉄道: JR九州香椎線　「須恵中央駅」より徒歩15分
- バス: 西鉄バス　「吉原」「田富」バス停より徒歩15分　「新生」バス停より徒歩5分
- 自転車を利用する生徒が多い。（自転車許可制）

## 部活動
運動部
弓道部、バドミントン部、空手道部、なぎなた部、剣道部、柔道部、卓球部、バレーボール部、野球部、ソフトテニス部、ハンドボール部、サッカー部、ラグビー部、バスケットボール部、陸上競技部
文化部
茶道部、ESS部、放送部、百人一首部、コンピューター部、美術部、文芸部、手芸部、書道部、吹奏楽部